# 国領五一郎
国領 五一郎（こくりょう ごいちろう、1902年12月20日 - 1943年3月19日）は、日本の社会運動家。創立直後の日本共産党（第一次共産党 (日本)）に加入し、のちに第二次共産党 (日本)の中央委員となって労働運動を指揮したが逮捕され、懲役刑の判決を受けて服役中に獄死した。

## 生涯
京都市上京区に西陣織の職人の子として生まれる。小学校卒業後、西陣織の職人となり、労働組合運動に参加する。1921年日本労働総同盟京都連合会執行委員となり、労働組合の左派として活動、1922年の日本共産党創立後まもなく入党する。1925年、日本労働組合評議会結成にともない京都地評執行委員となる。
1926年の日本共産党第3回大会で中央委員候補に選出され、翌年中央委員に任ぜられる。1928年2月、モスクワで開かれたプロフィンテルン第4回大会に出席、5月に帰国後、三・一五事件の弾圧のあとの指導部メンバーとして党の再建につとめるが、10月に検挙される。
獄中では法廷闘争の中心となり、三・一五被告の統一公判では労働運動についての陳述を行った。1932年、懲役15年の刑の言い渡しを受け、上告審で最終的に刑が確定。
1933年6月に獄中から佐野学、鍋島貞親が「共同被告同志に告ぐる書」を発表。同時期に投獄されていた同志が次々と転向する中、佐野と鍋島の態度を否定して非転向を貫いた。
1943年3月19日、堺刑務所にて獄死。当時、府中刑務所に収容されていた徳田球一ら共産党関係者にも国領の獄死は伝わった。
没後まとめられた著書に、『国領五一郎集』（新日本出版社、1986年）がある。